# Fredric Ulric von Essen den yngre
Fredrik Ulric von Essen, född 22 juli 1788 på Kavlås slott i Hömbs socken, död där 14 februari 1855, var en svensk friherre och militär.

## Biografi
Fredric Ulric von Essen var son till godsägaren Jacob Reinhold von Essen och sonson till Fredric Ulric von Essen. Fadern avled redan då sonen var tre år gammal och modern gifte 1802 om sig med översten för Skaraborgs regemente Carl Jonas Gyllenhaal av Gyllenhaal. Fredrik Ulric von Essen kom 1814 att gifta sig med sin styvsyster Anna Sophie Gyllenhaal. Med henne fick han sönerna Hans Henric och Fredrik von Essen.
Fredrik Ulric von Essen blev student vid Uppsala universitet 1803 och 1804 ornett vid Livregementsbrigadens kyrassiärkår. År 1806 förflyttades han till Livregementsbrigadens lätta dragonkår, där han 1809 befordrades till löjtnant och 1812 till ryttmästare. Han deltog med regementet under striderna i Pommern 1808 och tilldelades guldmedalj för tapperhet i fält. År 1814 deltog han även i fälttåget mot Norge. År 1821 blev von Essen major i armén och 1825 adjutant hos Karl XIV Johan. Sedan han 1826 blev han förste major vid Livregementets dragonkår och 1827 överstelöjtnant och regementsbefälhavare vid Livregementets husarkår samt 1829 överste och sekundchef där. Han befordrades 1838 till generaladjutant och 1848 till generalmajor och tillförordnad inspektör för kavalleriet. År 1855 erhöll han avsked från sin militärtjänst.
von Essen hade 1815 övertagit driften av Kavlås slott från sin mor, då änka för andra gången. Där inrättade han på 1830-talet en militärridskola, som blev föregångare till Arméns rid- och körskola. Han drev även stuteri på sitt gods och levererade bland annat ponnyhästar till Oscar I:s söner.
von Essen blev 1818 riddare, 1843 kommendör och 1854 kommendör med stora korset av Svärdsorden.